# Phuphena costata
Phuphena costata là một loài bướm đêm trong họ Noctuidae.